# Sprängbataljonen
Sprängbataljonen var en svensk utbrytare ur Frälsningsarmén som kom till på 1890-talet, sedan kapten K G Dufberg avskedats som ledare för armékåren i Eskilstuna, p.g.a. sin förkunnelse om andedop och profetians gåva.
Den 30 mars 1894 organiserade man sig officiellt. Dufberg valdes till ledare för bataljonen och Julia Dahlgren till hans "närmaste biträde". Man använde uniformer med mörkblått tyg. 
Enligt Sprängbataljonens stadgar fick ingen bli medlem "som ej genom andedopet erhållit kraft att spränga sig fram".